# الدوري الفنزويلي الممتاز 1968
الدوري الفنزويلي الممتاز 1968 هو الموسم 48 من الدوري الفنزويلي الممتاز. كان عدد الأندية المشاركة فيه 10، وفاز فيه اتحاد الكناري الرياضي ‏.